# トラレスのアンテミオス
トラレスのアンテミオス（ギリシア語: Ανθέμιος από τις Τράλλεις, 474年 - 534年）は、東ローマ帝国の数学者および建築家。ハギア・ソフィア大聖堂の建築家として知られるが、建築家というよりはむしろ幾何学を専門とする数学者・理論家で、確実に彼が設計したとされるのはハギア・ソフィア大聖堂のみである。
リディアのトラレス（アイドゥン）の中流階級の一族の生まれで、父親は医者であった。建築を幾何学の具体物への応用とし、ハギア・ソフィアでその技術的偉業を達した。
| スタブアイコン | サブスタブ | この項目は、まだ閲覧者の調べものの参照としては役立たない、人物に関連した書きかけの項目です。この項目を加筆・訂正などしてくださる協力者を求めています（P:人物伝/PJ:人物伝）。 |